# San Giuliano di Puglia
San Giuliano di Puglia ist eine italienische Gemeinde in der Provinz Campobasso, in der Region Molise.

## Geografie
Die Gemeinde liegt auf einer Höhe von 452 m. Sie grenzt an die Orte Bonefro, Colletorto, Sant’Elia a Pianisi und Santa Croce di Magliano.

## Geschichte
Erste Spuren einer Besiedlung im 2. Jahrhundert n. Chr. dokumentieren die Reste einer römischen Villa. Während der langobardischen Herrschaft gehörte der Ort zum Herzogtum Benevent. Im 8. Jahrhundert stifteten Landolfo und Pandolfo, Herrscher von Benevent, eine Abtei, die Helena der Mutter von Kaiser Konstantin geweiht wurde und die später vom Orden der Benediktiner übernommen wurde. Nach der Pestepidemie von 1348 ist die Abtei aufgegeben worden.
Unter den Normannen wurde der Ort als Lehen wechselnden Feudalherren übereignet.
Während der Herrschaft der Anjou ging der Ort nacheinander als Lehen an die Familien Angioini, De Capua, Sanseverino und Manfort, bis er 1718 an Bartolomeo Rota, Marchese von Collotorto, vergeben wurde.
Die Gemeinde wurde durch das Erdbeben der Stärke 5,3 auf der Richterskala am 31. Oktober 2002 bekannt. Auch in den Abruzzen war es noch bemerkbar. Damals starben 29 Personen, 26 davon waren Kinder in einer Schule; der gesamte Geburtsjahrgang 1996 der Kinder aus San Giuliano di Puglia starb unter den Trümmern. 61 Menschen wurden dabei verletzt. Es gab 2 weitere schwere Erdbeben in der Region, und das Dorf musste evakuiert werden.
Die Schule stürzte ein, da sie bereits baufällig war, und viele weitere Gebäude mussten abgerissen werden, da sie schwer beschädigt wurden. Nach diesem Beben waren ca. 5000 Menschen der Region obdachlos.

## Sehenswürdigkeiten
Die romanische Kirche San Giuliano wurde bei dem Erdbeben von 1456 zerstört, wieder aufgebaut, 1730 umgestaltet und als dreischiffige Basilika erweitert. Bei dem Erdbeben von 2002 wurde San Giuliano schwer beschädigt.
Rund 5 km vom Ort entfernt, an der Stelle der ehemaligen Abtei, befindet sich die schlichte Kapelle Sant’Elena, die mit Steinen aus der verlassenen und zerstörten Abtei errichtet worden ist. Der Kern des mittelalterlichen San Giuliano wird in diesem Bereich vermutet.